# Гинзбург, Джейн
Джейн Кэрол Гинзбург (род. 21 июля 1955, Фрипорт, Нью-Йорк) — профессор права литературной и художественной собственности Колумбийской школы права. Она также управляет школьным Центром права, СМИ и искусств. В 2011 году профессор Гинзбург стала одной из немногих американцев, избранных членами Британской академии (членкор). Член Американского философского общества (2013).

## Биография
Джейн Гинзбург родилась в семье судьи Верховного суда США Рут Бейдер Гинзбург и профессора права Мартина Гинзбурга, оба её родителя ранее работали в Колумбийской школе права. Рут и Джейн Гинзбурги стали первыми матерью и дочерью в США, которые работали в одной школе права. Её брат, Джеймс Стивен Гинзбург, является основателем Cedille Records.
Гинзбург училась в школе Бирли. Она имеет степень бакалавра (1976) и магистра искусств (1977) Чикагского университета, окончила юридический факультет Гарвардского университета (1980), прошла программу Фулбрайта (1985) и стала доктором юридических наук Университета Пантеон-Ассас (1995). В Гарварде она была редактором Harvard Law Review. После окончания юридического факультета она работала клерком у судьи Джона Гиббонза в Апелляционном суде третьего округа США. Как эксперт по авторскому праву Гинзбург написала множество трактатов и обзоров законодательства.
Она живет со своим мужем, Джорджем Сперой-младшим, который работает в юридической фирме Shearman & Sterling.